# Khảo thí theo tiêu chuẩn
Khảo thí theo tiêu chuẩn (hay kiểm tra theo tiêu chuẩn) là một hình thức tiến hành thi (khảo thí) và cấp bằng. Các chứng chỉ là tiêu chuẩn quốc tế được công nhận rộng rãi trên toàn cầu, cho phép các trường đánh giá khả năng học cũng như tiềm năng của các em học sinh.
Tại từng quốc gia đều có một tổ chức khảo thí theo tiêu chuẩn, có thể là nhà nước hoặc tư nhân, đứng ra tiến hành các kỳ thi sát hạch. Tại Việt Nam, kỳ thi tốt nghiệp THPT do Bộ Giáo dục và Đào tạo thực hiện, bằng tốt nghiệp thường chỉ có giá trị tại Việt Nam và một số nước trên thế giới (với điều kiện học sinh học trường PTTH nào).
Trên thế giới, một số tổ chức khảo thí theo tiêu chuẩn mà chứng chỉ có giá trị quốc tế, được công nhận toàn cầu, do các yêu cầu học và kiểm tra rất ngặt nghèo và chất lượng cao, bao gồm:

## Anh quốc
Tại Anh có 5 tổ chức khảo thí được công nhận, cấp bằng Chứng chỉ về Giáo dục Trung học Tổng quát. Tuy nhiên không phải Hội đồng nào cũng có chi nhánh quốc tế. 
- Hội đồng Khảo thí Quốc tế Cambridge, trực thuộc Đại học Cambridge, chuyên cấp bằng Chứng chỉ Quốc tế về Giáo dục Trung học Tổng quát (IGCSE/GCSE) cho học sinh từ 14-16 tuổi. Chứng chỉ này cần khi xét tuyển vào học chương trình Tú tài Quốc tế (International Baccalaurean Diploma Programme - IBDP) trong 2 năm cuối phổ thông.
- Hội đồng khảo thí Edexcel.
- Hội đồng khảo thí AQA (Previously, Assessment and Qualifications Alliance)
- CCEA (Council for the Curriculum, Examinations & Assessment)
- ICAAE (International Curriculum and Assessment Agency Examinations)
- OCR (Oxford, Cambridge and RSA Examinations)
- WJEC (Welsh Joint Education Committee)

## Hoa Kỳ
Tổ chức khảo thí Educational Testing Service (ETS), được thành lập vào năm 1947, là tổ chức phi lợi nhuận khảo thí lớn nhất thế giới. Nó có trụ sở tại Lawrence Township, New Jersey, gần Princeton, Hoa Kỳ.
ETS phát triển các bài kiểm tra tiêu chuẩn khác nhau chủ yếu ở Hoa Kỳ cho K-12 và giáo dục đại học, và nó cũng quản lý việc thi quốc tế bao gồm các TOEFL (Test tiếng Anh như một ngoại ngữ), TOEIC (Test tiếng Anh giao tiếp quốc tế), Graduate Record Examinations(GRE) chung và các môn, tại hơn 180 quốc gia, và tại hơn 9.000 địa điểm trên toàn thế giới.
ETS cung cấp Chứng chỉ SAT là chứng chỉ đầu vào các trường đại học của Hoa Kỳ.

## Châu Âu
- International Baccalaureate Organization (IBO), tổ chức giáo dục quốc tế trụ sở tại Geneva, Thụy Sĩ, thành lập 1968. Chứng chỉ do tổ chức này cấp tương đương Bằng tốt nghiệp Trung học. Tổ chức này có chi nhánh trên 40 quốc gia.
- Baccalauréat của Pháp, do Bộ Giáo dục Quốc gia Pháp cấp. Các kỳ thi vào tháng 6 được tổ chức bởi các trường trung học của Pháp hoặc các trường trong hệ thống tuân thủ chương trình của Pháp.